# Legio XIII Gemina

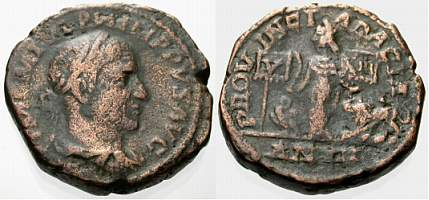
Sesterzio coniato nel 248 da Filippo l'Arabo per celebrare la Dacia e le sue legioni, la V Macedonica e la XIII Gemina. Nel rovescio si notano l'Aquila e il leone, simboli, rispettivamente, della V Macedonica e della XIII Gemini.

Legio XIII, conosciuta come Legio XIII Gemina ("legione gemella") dopo il 31 a.C., è una delle legioni romane storicamente più degne di nota, e fu una delle legioni che furono condotte da Giulio Cesare nelle sue campagne in Gallia e anche nelle successive guerre civili contro la fazione capitanata da Pompeo. È soprattutto la legione che per prima passò il Rubicone il 10 gennaio del 49 a.C. La legione si trovava a Vienna nel V secolo. Il simbolo della legione era il leone.

## Storia

### Sotto la Repubblica
La Legio XIII Gemina fu creata da Giulio Cesare nel 57 a.C., in vista della campagna contro le popolazioni belgiche, in uno dei suoi primi interventi nei conflitti interni alle popolazioni galliche.
Durante le guerre galliche (57-51 a.C.) la legione partecipò alla battaglia del Sabis contro i Nervi (appena costituita), all'assedio di Gergovia, e anche se le fonti non la citano, è ragionevole pensare che la XIII Gemina abbia partecipato anche alla battaglia di Alesia.
Dopo le campagne in Gallia, prese parte alla guerra civile, seguendo Cesare quando quest'ultimo attraversò il Rubicone dando inizio alla guerra civile contro la fazione degli ottimati. La legione rimase sempre fedele a Cesare durante tutto il conflitto, fino al decisivo scontro di Farsalo nel 48 a.C. Nel 46 a.C. supportò nuovamente Cesare nella campagna africana che culminò con la battaglia di Tapso. L'anno successivo prese parte alla campagna spagnola contro i figli di Pompeo che culminò nella sanguinosa battaglia di Munda nel 45 a.C. Per la sua grande fedeltà, Cesare premiò la legione con terre e cospicui premi e la legione accompagnò il condottiero durante i suoi trionfi a Roma.

### Durante l'impero
Ottaviano ricostruì nuovamente la legione nel 41 a.C. per affrontare la ribellione di Sesto Pompeo, figlio di Pompeo in Sicilia. La Legio XIII acquisì il cognomen Gemina (gemella appunto, che era l'appellativo comune per indicare le legioni costituite a partire da porzioni di altre legioni), dopo che fu rinforzata con i legionari veterani provenienti da altre legioni dopo la battaglia di Azio. Augusto inviò poi la legione a Burnum (l'odierna Tenin) nella provincia romana dell'Illiria (oggi in Croazia), mentre nel 16 a.C., la legione fu trasferita ad Emona (odierna Lubiana), in Pannonia, dove dovette fronteggiare le ribellioni locali. Dopo la disastrosa Battaglia della foresta di Teutoburgo del 9 d.C., nella quale i Germani annientarono tre legioni romane, la Legio XIII fu inviata a Vindonissa, nella provincia della Germania Superior, per prevenire ulteriori attacchi delle tribù germaniche.
L'imperatore Claudio la spostò nuovamente in Pannonia intorno al 45; la legione era di stanza a Poetovio, Ptuj nell'odierna Slovenia. Nell'Anno dei quattro imperatori, la XIII Gemina si schierò con Otone nella prima battaglia di Bedriaco contro l'esercito del nord di Vitellio. Sconfitta, fu costretta ai lavori forzati per terminare i lavori di un anfiteatro a Bologna e a Cremona. Successivamente appoggiò l'esercito di Vespasiano e uscì vincente dalla seconda battaglia di Bedriaco. Nell'89, Domiziano, in occasione delle campagne daciche, trasferì la legione, che si trovava accampata a Vienna, in Dacia ad Alba Iulia, per presidiare la regione. La legione fu poi spostata quando la Dacia fu evacuata, e riposizionata nella Dacia Aureliana.
Vexillationes della XIII Gemina combatterono sotto l'imperatore Gallieno nell'Italia settentrionale. L'imperatore, per celebrare la legione, coniò un antoniniano con il leone della legio (259-260). Un'altra vexillatio era presente nell'armata dell'Impero delle Gallie sotto il comando di Victorinus: anche questo imperatore coniò una moneta d'oro per celebrare la legio e il suo emblema. Con l'abbandono della Dacia da parte di Aureliano, la legione fu trasferita nel castrum di Ratiaria dove rimase almeno per tutto il IV secolo.
Nel V secolo, secondo la Notitia Dignitatum, la legio tertiadecima gemina si trovava in Babilonia d'Egitto, una fortezza strategica sul Nilo, lungo il confine tradizionale tra l'alto e il medio Egitto, sotto il comando del comes limitis Aegypti, sotto quindi il dominio dell'impero romano d'Oriente.

## Ricostruzioni immaginarie
- Una ricostruzione di alcune delle azioni compiute dalla Legio XIII, durante gli scontri tra Gaio Giulio Cesare e gli Ottimati guidati da Gneo Pompeo Magno, è stata realizzata congiuntamente dalla HBO / BBC / RAI all'interno della serie TV Roma.

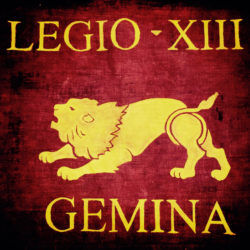
Riproduzione del vessillo della Legio XIII Gemina, del gruppo di rievocazione di Rimini e Bologna

- Riproduzione del vessillo della Legio XIII Gemina, del gruppo di rievocazione di Rimini e Bologna L'associazione culturale "Legio XIII Gemina" di Rimini è un'associazione di rievocazione storica e archeologia sperimentale.Il gruppo organizza e partecipa a numerosi eventi di epoca romana sia in Italia che in Europa, sia in vesti militari che civili.